# Крутое (Северо-Казахстанская область)
Крутое (каз. Крутое) — исчезнувшее село в Кызылжарском районе Северо-Казахстанской области Казахстана. Входило в состав Светлопольского сельского округа. Упразднено в 1998 году.

## Население
В 1989 году население села составляло 24 человека. Национальный состав: русские — 54 %, немцы — 37 %.